# Micropodabrus incrassatus
Micropodabrus incrassatus es una especie de coleóptero de la familia Cantharidae.

## Distribución geográfica
Habita en China.